# Natividad
För andra betydelser, se Natividad (olika betydelser).
Natividad (Bayan ng Natividad) är en kommun i Filippinerna. Kommunen ligger på ön Luzon, och tillhör provinsen Pangasinan. Folkmängden uppgår till 19 870 invånare.

## Barangayer
Natividad är indelat i 18 barangayer.
| - Barangobong - Batchelor East - Batchelor West - Burgos (San Narciso) - Cacandungan - Calapugan - Canarem - Luna - Poblacion East | - Poblacion West - Rizal - Salud - San Eugenio - San Macario Norte - San Macario Sur - San Maximo - San Miguel - Silag |